# Jazz à Junas
Jazz à Junas est un festival international,, de Jazz créé en 1993 par l'association éponyme à Junas, dans le Gard,.

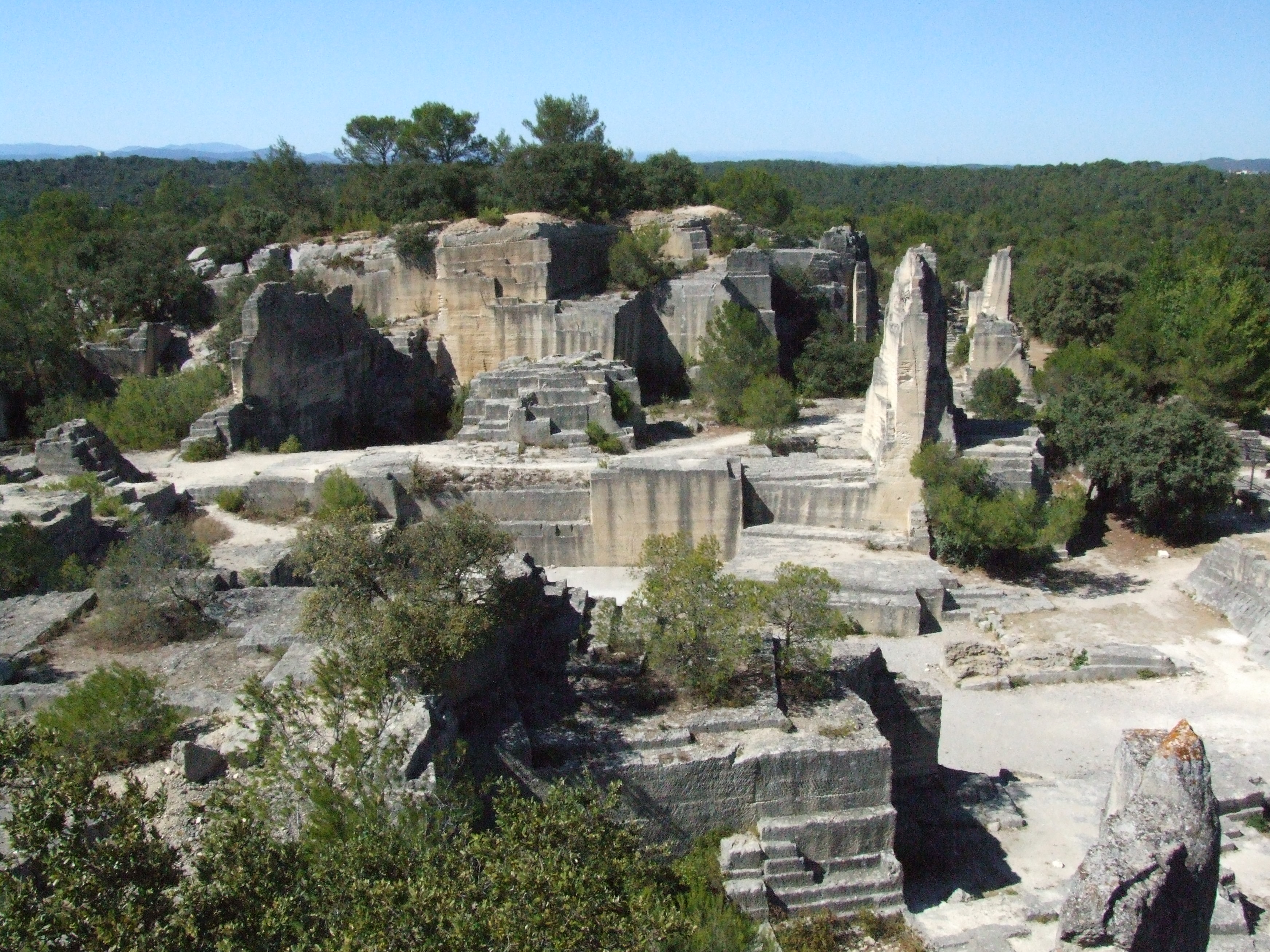
Carrières de Junas

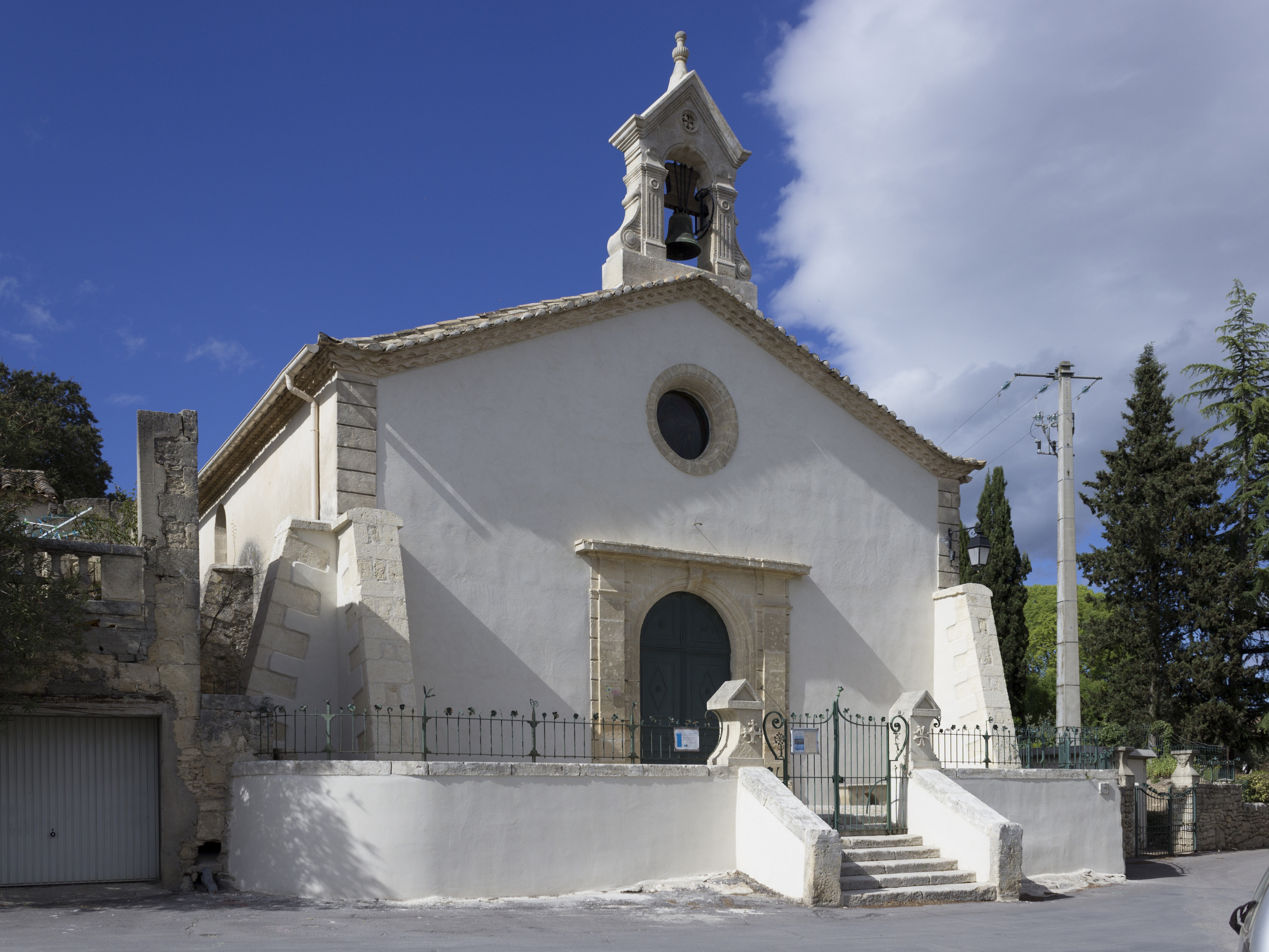
Temple de Junas

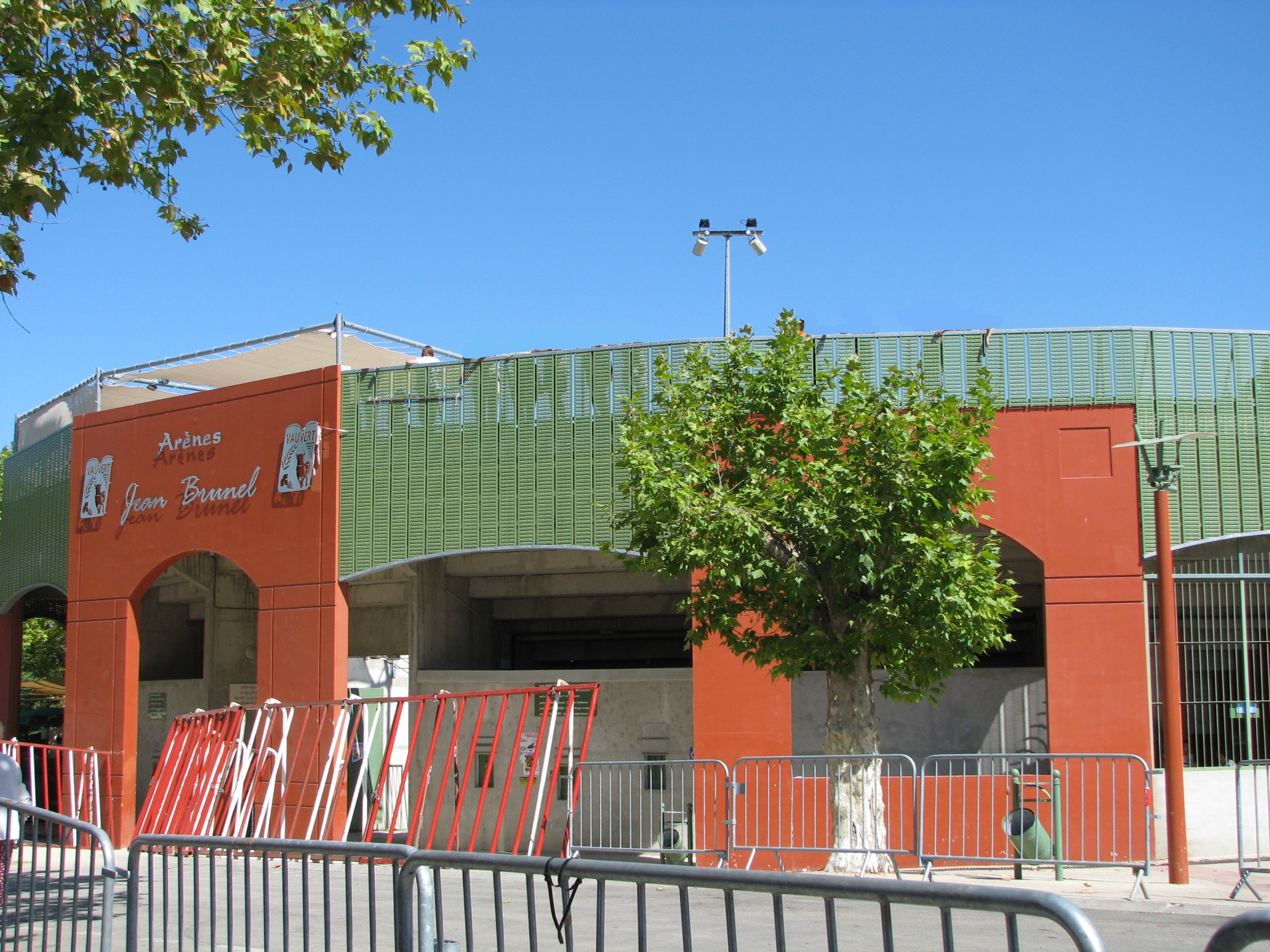
Arènes de Vauvert

Il se déroule chaque été pendant la seconde quinzaine de juillet. Depuis quelques années l'association organise aussi le Festival Jazz à Vauvert dans les arènes de Vauvert et le Festival Jazz en Pic St-Loup au parc de la Plaine au Triadou.
L'association organise aussi le reste de l'année des concerts à Junas et autour de Junas et déploie un service éducatif musique avec des actions en milieu scolaire ou extra scolaire.

## Les scènes
Les anciennes carrières de Junas, après plus de 2000 ans d'extraction verticale de la pierre, constituent une remarquable scène pour les concerts de soirée, en plein air. Les concerts de 18h se déroulent dans un autre lieu historique de la ville, plus abrité : le temple protestant, reconstruit en 1820 après sa destruction en 1685, à la suite de la révocation de l'édit de Nantes. Ce temple a été l'objet d'une réhabilitation en 2013, avec notamment des vitraux dessinés par Daniel Humair, batteur et compositeur de Jazz, et peintre.
Les arènes contemporaines de Vauvert, situées à une vingtaine de kilomètres de Junas, viennent compléter depuis quelques années, les 1res scènes de ce festival.
Le parc de la Plaine du Triadou dans l'Hérault, au pied du Pic St Loup.

## Programmation
Dans son histoire, ce festival à la programmation pointue, a accueilli de nombreux musiciens français et internationaux, dont :
- Airelle Besson
- Carla Bley
- Richard Bona
- Mario Canonge
- Philip Catherine
- Lars Danielsson
- Marc Ducret
- Mathias Eick
- Roberto Fonseca
- Paolo Fresu
- Richard Galliano
- Jan Garbarek
- Doudou Gouirand
- Trilok Gurtu
- Tigran Hamasyan
- Daniel Humair
- Lee Konitz
- Nils Landgren
- Géraldine Laurent
- Didier Lockwood
- Michel Marre
- Nils Petter Molvaer
- Jacques Schwarz-Bart
- Archie Shepp
- Omar Sosa
- Mike Stern
- Youn Sun Nah
- Steve Swallow
- Jacky Terrasson
- Erik Truffaz
- Bojan Z